# Esteban Gutiérrez
Esteban Manuel Gutiérrez, född den 5 augusti 1991 i Monterrey, Mexiko, är en mexikansk racerförare.
Gutiérrez körde 2013-2014 formel 1 för Sauber, var testförare i Scuderia Ferrari 2015, och körde 2016 för det då nystartade amerikanska stallet Haas F1 Team. 2016 och 2017 körde han sporadiska lopp i Formel E samt i Indycar Series. År 2019 var han tillbaka i rollen som testförare i formel-1, denna gång hos Mercedes.

## Racingkarriär
Gutiérrez tävlade i formel BMW USA 2007, där han slutade på en andraplats bakom kanadensaren Daniel Morad. Till 2008 flyttade Gutiérrez till Europaserien och slog sig ned i Madrid, Spanien. Hans första säsong i Europa var en succé, då Gutiérrez vann sju segrar i den jämna serien, och avgick med slutsegern. 2009 flyttade Gutiérrez upp ett snäpp, när han gick till ART Grand Prix i Formula 3 Euro Series. Hans resultat under debutsäsongen matchade inte kollegorna Jules Bianchi och Valtteri Bottas, men han fick ändå chansen att köra för teamet när GP3 Series startades 2010.
Gutiérrez vann serien under debutåret och fick därmed flytta upp till GP2 Series 2011 med samma team som i GP3, och arbetade även som testförare i Formel 1-stallet Sauber. Han nådde endast en trettondeplats i GP2-mästerskapet under säsongen. Han fortsatte med båda uppdragen året efter, och förbättrade sig i GP2 till en tredjeplats, och körde även första träningen inför Indiens Grand Prix 2012.
2013 flyttade han upp till Formel 1, där han tävlade med Sauber, och blev stallkamrat med Nico Hülkenberg. Gutiérrez hade svårt att hänga med sin snabba stallkamrat, och tog bara poäng vid ett tillfälle, en sjundeplats i Japan 2013, till skillnad från Hülkenberg som tog poäng vid tio tillfällen. Han fortsatte med Sauber även 2014, men fick istället Adrian Sutil som stallkamrat. Sauber-bilen var inte konkurrenskraftig och varken Gutiérrez eller Sutil tog poäng. 
Han fick inte förnyat kontrakt i Sauber 2015, men blev testförare i Ferrari istället. Efter månader av spekulationer bekräftades i Mexiko att Gutiérrez kommer bli den andra föraren i det nystartade amerikanska stallet Haas F1 Team, bredvid Romain Grosjean.

## F1-karriär
| Säsong                | Stall/Tillverkare     | Placering             | Lopp | Poäng | Etta | Tvåa | Trea | Pole | Varv |
| --------------------- | --------------------- | --------------------- | ---- | ----- | ---- | ---- | ---- | ---- | ---- |
| 2013                  | Sauber-Ferrari        | 16                    | 19   | 6     | 0    | 0    | 0    | 0    | 1    |
| 2014                  | Sauber-Ferrari        | 20                    | 19   | 0     | 0    | 0    | 0    | 0    | 0    |
| 2016                  | Haas-Ferrari          | 21                    | 21   | 0     | 0    | 0    | 0    | 0    | 0    |
| Sammanlagt 3 säsonger | Sammanlagt 3 säsonger | Sammanlagt 3 säsonger | 59   | 6     | 0    | 0    | 0    | 0    | 0    |

### Snabbaste varv i F1-lopp
1. Spanien 2013